# Naurus historie
Nauru er en østat i Stillehavet med en omfattende historie. Øens indfødte befolkning, nauruerne, er sandsynligvis efterkommere af polynesiske eller melanesiske opdagelsesrejsende fra Ny Guinea som slog sig ned der. Nauru blev opdaget af europæerne for over 200 år siden og var i henholdsvis Storbritanniens, Australiens, Tysklands og Japans besiddelse før den fik sin uafhængighed i 1968. På grund af udvinding af fosfat i 1970'erne var Nauru det næst rigeste land i verden regnet efter BNP pr. indbygger, men i dag klassificeres Nauru som et uland.

## Tidlig historie
Ophavet til de indfødte nauruer er ikke kendt med sikkerhed. De stammer sandsynligvis fra den sidste malayo-stillehavsfolkevandring (fra omkring 1200 f.Kr.), da polynesiske eller melanesiske sejlere fra Ny Guinea kan have bosat sig der. De første nauruer var antagelig mikronesiske, som i det vestlige Stillehav delvis er blandet med melanesiere.
Den britiske kaptajn John Fearn regnes som den første europæer som opdagede Nauru 8. november 1798, med hvalfangerskibet "Hunter". På grund af dens beliggenhed kaldte de den "Pleasant Island" (Den behagelige ø), et navn den beholdte i de næste halvfems år, da Storbritannien var i besiddelse af øen. I 1800-tallet var Nauru en berygtet piratrede.
På denne tid var der tolv stammer i Nauru: Deiboe, Eamwidamit, Eamwidara, Eamwit, Eamgum, Eano, Emeo, Eoraru, Irutsi, Iruwa, Iwi og Ranibok. Før 1888 var der ingen fælles leder af alle stammerne. I dag er stammerne repræsenteret ved hver sin tak i den tolvtakkede stjerne i Naurus flag. Dagens nauruere identificerer sig ikke længere med hvilken stamme de tilhører, men hellere med hvilket distrikt de bor i. Stammen Iruwa kom oprindelig fra Gilbertøerne, og er dermed ikke indfødt. Fra stammerne Irutsi og Iwi findes i dag ingen efterkommere; stammerne uddøde antagelig under Japans okkupering af Nauru, da næsten alle nauruere blev sendt til Truk. Det var tilfældigt at alle stammemedlemmerne i disse to stammer døde.

## Kolonitiden

### Før første verdenskrig
Den europæiske immigration, for det meste fra Storbritannien, begyndte for fuldt fra 1830, og var ikke uden konsekvenser for den nauriske befolkning: Til da ukendte sygdomme som influenza blev mange naurueres død. I 1878 begyndte også den nauriske stammekrig, som varede i ti år. Denne krig mindskede Naurus befolkning med en tredjedel.
Konflikten blev først stoppet da Tyskland overtog øen 16. april 1888, og den 2. oktober samme år, blev øen annekteret til det tyske protektorat Marshalløerne. Tyskland overtog øen, af strategiske grunde, for at styrke sin koloniale besiddelse i Stillehavet. Den tyske kommissionær brugte høvdingen Auweyida og hans kone Eigamoiya som kejserens repræsentanter på øen. Indtil 1920 tilhørte Nauru det tidligere Tysk Ny Guinea.
I 1900 blev de enorme fosfatressourcer på øen opdaget. Det blev antaget, at der på øen befandt sig omkring 42 millioner ton; en antagelse, som sandsynligvis var en stor underdrivelse. Fosfat fra Nauru blev kaldt "nauruit", fordi det havde et specielt udseende, samt at det indeholdte fluorin. I 1905 blev der dannet et tysk-britisk samarbejdsselskab, som fra 1906 kontrollerede fosfatudvindingen på øen. På grund af dette kom fremmedarbejdere fra Kina og Gilbertøerne til Nauru.
I 1907 sejlede de første skibe lastet med fosfat ud fra Nauru. The Pacific Phosphate Company anlagde et sygehus, kloakanlæg, et kondenseringsanlæg for ferskvandsforsyning i tørketider, en sodavandfabrik, så vel som ismaskiner og kølekamre. Der blev også lavet et kraftværk, så elektriske lys kunne tages i brug. Inden 1913 var 46 skibe sejlet fra Nauru, lastet med til sammen 138.725 ton fosfat.
Den protestantiske missionsorganisation i Boston sendte i 1899 den tysk-amerikanske missionær Philip Delaporte til Nauru; han havde da været missionær på Gilbertøerne siden 1887. I 1908 blev en protestantisk missionærstation startet på øen, og tysk blev skolesproget; i 1902 havde Den katolske kirke startet en missionærstation. Noget senere blev polygami erstattet med det kristne ægteskab.

### Under første verdenskrig
Under første verdenskrig blev Nauru, som andre tyske kolonier i Stillehavet, overgivet uden kamp, og blev okkuperet af australske tropper 4. august 1914. Fra 17. december 1920 administrerede Australien på vegne af Storbritannien og New Zealand Nauru som et mandatterritorium, og sikrede sig rettighederne til udvinding af fosfatressourcerne til spotpris. I 1927 blev "høvdingerådet" dannet, den første nauriske politiske instans.

### Nauru under 2. verdenskrig
I 2. verdenskrig blev Nauru den 27. december 1940 beskudt fra et tysk krigsskib, hjælpekrydseren Komet; fosfattransportanlægget måtte derefter ligge stille i 10 uger. Allerede fra 6. til 8. december havde hjælpekrydserne Orion og Komet sænket fosfattransportskibe ud for Nauru. Angrebene på Nauru førte til mangel på gødning i Australien og New Zealand og dermed en dårligere høst.
Den 8. december 1941 kom nyheden om det japanske angreb på Pearl Harbor. Ugen før havde japanske fly bombarderet øens telegramstation. Japanerne havde allerede besat naboøerne Gilbertøerne (1941-1944). Mange af Naurus udenlandske indbyggere begyndte at føle sig usikre.
Det britiske fosfatselskab besluttede, at evakuere alle øens udlændinge. Det franske krigsskib Le Triomphant sejlede fra Vanuatu til Nauru og tog 61 europæere, 391 kinesere og 49 medlemmer af militærgarnisonen ombord. De øvrige 191 europæere blev tilbage i det håb, at de senere kun blive evakueret.
Den 26. August 1942 landede 300 soldater fra den Kejserlige japanske hær på Nauru. De arresterede omgående de tilbageværende europæere. De cirka 1850 Nauruer måtte arbejde for japanerne. Der blev oprettet flere artilleristillinger og bunkere ved kysten og på strategiske vigtige steder på den indre del af øen. Desuden blev der bygget et underjordisk sygehus.